# Oberweningen
Oberweningen är en ort och kommun i distriktet Dielsdorf i kantonen Zürich, Schweiz. Kommunen har 1 891 invånare (2023).
Orten Oberweningen är ihopvuxen med orten Schöfflisdorf. 